# Termopsidae
Termopsinae
Famille
Genres de rang inférieur
Synonymes
- Termopsinae Holmgren 1911

Termopsidae est une famille fossile de termites dans l'ordre Blattodea. Les cinq genres existants anciennement inclus dans Termopsidae (Archotermopsis, Hodotermopsis, Porotermes, Stolotermes et Zootermopsis) ont récemment été traités comme faisant partie de la nouvelle famille Archotermopsidae Engel et al. 2009, ne laissant que les taxons éteints chez Termopsidae,.

## Présentation
Plusieurs genres préhistoriques sont placés ici, connus uniquement à partir de fossiles. Puisque seule une petite partie de la diversité d'antan des termites de bois humide survit, il est assez difficile de les attribuer à des sous-familles. Plusieurs semblent représenter des membres très anciens de la famille; ils peuvent être des Termopsidae tout à fait basaux, il est donc en fait injustifié de les placer dans une sous-famille du tout.

## Genres
- †Asiatermes (Early Cretaceous of China)
- †Cretatermes (Late Cretaceous of Labrador, Canada)
- †Gyatermes Engel & Gross, 2009
- †Huaxiatermes (Early Cretaceous of China)
- †Lutetiatermes (Late Cretaceous of France)
- †Mesotermes Ren, 1995
- †Mesotermopsis Engel & Ren, 2003 (Early Cretaceous of China)
- †Paleotermopsis (Late Oligocene of France)
- †Parotermes Scudder 1883 (Oligocene of Colorado, USA)
- †Termopsis Heer, 1849
- †Valditermes - provisoirement indiqué ici

## Nomenclature
Le groupe a été initialement décrit comme une sous-famille, Termopsinae, par Nils Holmgren en 1911, et a été élevé au rang taxonomique de famille par Pierre-Paul Grassé en 1949.

### Ouvrages
- (en) UNESCO, Termites in the humid tropics: proceedings of the New Delhi symposium, Volume 1960, coll. « Humid tropics research », 1962 (lire en ligne), p. 35.

### Articles
- (en) M.S. Engel, D.A. Grimaldi et K. Krishna, « Termites (Isoptera): their phylogeny, classification, and rise to ecological dominance », American Museum Novitates, vol. 3650,‎ 2009, p. 1–27 (lire en ligne).